# Osteosynteza
Osteosynteza – redukcja i zespolenie złamania kości przy użyciu elementów implantacyjnych, zwykle wykonanych z metalu biologicznie obojętnego. Jest to procedura chirurgiczna, którą można wykonać przez skórę lub w otwarty sposób. Głównym celem osteosyntezy jest połączenie ze sobą końców kości i ustabilizowanie miejsca złamania.
Pionierem w osteosyntezie stał się chirurg weterynaryjny Otto Stader z Pensylwanii, który w 1937 roku zaprojektował kompaktowe urządzenie ze stali nierdzewnej, które umożliwiło mu mechaniczne zmniejszenie złamań kości i jednoczesne unieruchomienie złamania bez stosowania gipsu. Po szerokim zastosowaniu przez Stadera osteosyntezy zewnętrznej w leczeniu rannych psów, wraz z kilkoma zespołami chirurgów zastosował swoją nowatorską technikę przyszpilania złamanych kości w leczeniu wielu ludzkich pacjentów chirurgicznych podczas II wojny światowej. Od tego czasu unikalna metoda ortopedyczna Stadera doczekała się wielu wariantów i udoskonaleń.
W przypadku osteosyntezy czasem można spotkać się z pojęciem fiksacja jako synonimu słowa zespolenie, stabilizacja. O ile w języku angielskim fixation pochodzi od słowa fix, czyli mocować, ustalać, unieruchamiać, przytwierdzać, o tyle słowo fiksacja w języku polskim oznacza m.in. obłęd, czyli pojęcie znane z psychologii, a nie zespolenie.
Arbeitsgemeinschaft für Osteosynthesefragen to główna organizacja zajmująca się tematyką osteosyntezy.
Podstawowymi elementami do osteosyntezy są:
- druty (lub inaczej gwoździe);
- klamry kostne;
- płytki;
- wkręty (lub inaczej śruby).

Wyróżnia się:
- osteosyntezę zewnętrzną – gdy gł. element zespalający znajduje się poza skórą.
- osteosyntezę wewnętrzną – gdy wszczepy zespalające są zakryte przez skórę; swoistą odmianą jest osteosynteza śródszpikowa, w której element zespalający przebiega wewnątrz kanału szpikowego[4].

Często elementy te współtworzą bardziej złożone systemy, takie jak aparat Ilizarowa. Ponadto w trakcie zabiegu mogą być używane pasty, cementy kostne, bloki na bazie m.in. hydroksyapatytu.